# Matang Rayeuk (Simpang Ulim)
Matang Rayeuk is een bestuurslaag in het regentschap Aceh Timur van de provincie Atjeh, Indonesië. Matang Rayeuk telt 500 inwoners (volkstelling 2010).